# Бохос Афеян
Бохос Бедрос Афеян (на арменски: Պողոս Պետրոսի Աֆեյան) е български оперен режисьор от арменски произход.

## Биография
Роден е през 1924 г. в Шумен. Завършва Българската държавна консерватория, а след това специализира в Германската демократична република. От 1958 г. до смъртта си работи като главен режисьор в Пловдивската опера. През 1966 г. е гост-режисьор в Софийската опера. Умира през 1969 г. в Пловдив.
Той е вторият съпруг на Надя Афеян, с която имат дъщеря – оперната певица Наталия Афеян.
Личният му архив се съхранява във фонд 1286К в Централен държавен архив. Той се състои от 119 архивни единици от периода 1928 – 1969 г.

## Режисьорска дейност
Режисьор е на множество оперни постановки. По-известните от тях са:
- „Севилският бръснар“ от Росини;
- „Бохеми“ от Джакомо Пучини;
- „Аида“ от Верди;
- „Травиата“ от Верди;
- „Гергана“ от Маестро Георги Атанасов;
- „Луд гидия“ от Парашкев Хаджиев;
- „Сватбата на Фигаро“ от Моцарт;
- „Детето и вълшебствата“ от Равел.[4]